# 16013 Schmidgall
A 16013 Schmidgall (ideiglenes jelöléssel 1999 CX38) a Naprendszer kisbolygóövében található aszteroida. A LINEAR projekt keretében fedezték fel 1999. február 10-én.